# Der Kreis der Dämmerung
Der Kreis der Dämmerung ist eine vierteilige Romanserie (Tetralogie) des deutschen Autors Ralf Isau. Darin versucht der zwölfköpfige Kreis der Dämmerung während des 20. Jahrhunderts die Menschheit zu vernichten, um danach ein neues, reines Menschengeschlecht zu begründen. Nur das Jahrhundertkind David Camden kann die zwölf Verschwörer daran hindern.
Die Bücher erschienen in den Jahren 1999–2001 im Thienemann Verlag.

## Inhalt

### Teil I – Das Jahrhundertkind
Das erste Buch beginnt aus der Perspektive von Jeff Fenton, einem einfachen Stalljungen, der in der Ortschaft Tunbridge Wells wohnt. Unerwartet erscheint ihm ein schwarzer Schatten, der ihm einen Job als Küchenjunge für eine Nacht anbietet. Jeff sagt zu, obwohl die Arbeit in dem gerüchteumwobenen Weald House stattfinden soll, da ihn der Schatten fürstlich entlohnen will. In dieser Nacht wird Jeff Zeuge eines Geheimplanes, der die Menschheit im Laufe des 20. Jahrhunderts in den Untergang treiben soll. Unter der Führung des Hausbesitzers Lord Belial haben sich zwölf mächtige Männer aus aller Welt versammelt, um diesen Jahrhundertplan zu beschließen. Jeff wird beinahe entdeckt, kann jedoch mit einem gestohlenen Siegelring flüchten.
Achtzehn Jahre später wird in Japan David Camden als Sohn des Earl of Camden in der englischen Botschaft geboren, der ein und dieselbe Person ist wie der Küchenjunge Jeff Fenton. Da David am 1. Januar 1900 auf die Welt kommt und weiße Haare hat, prophezeit ihm die Hebamme ein Leben als seiki no ko, als Jahrhundertkind. Ein solches würde von den Kräften des Yang geschickt, um die in Gefahr geratene Ordnung der Welt wiederherzustellen. Während David aufwächst und Freundschaft mit dem Enkel des Tenno Meiji, Hirohito, schließt, bemerkt er eine Veränderung an seinem Vater, der bei jeder Meldung über einen Anschlag auf eine wichtige politische Persönlichkeit die Nerven verliert. Aus Sicherheitsgründen ziehen die Camdens nach einem erfolglosen Anschlag eines Schwertkämpfers nach Wien und kurz vor dem Ausbruch des Ersten Weltkrieges weiter nach London, in das Heimatland der Familie. 1916 werden Davids Eltern von Negromanus, dem Schatten Lord Belials ermordet, und David entschließt sich in seiner Trauer über den Verlust, als Soldat in den Weltkrieg einzurücken. Er erkennt aber erst vor Ort den wahren Schrecken und gibt seinen ursprünglichen Plan, im Krieg den Tod zu finden, wieder auf. Stattdessen verlegt er sich darauf, verletzten Kameraden das Leben zu retten, worauf er schnell in den Status eines Kriegsveteranen erhoben wird. Als der 16-jährige David mit seiner Kompanie an einem nordfranzösischen Hof Rast macht, trifft er die dreizehnjährige Rebekka, die er aufgrund ihrer Offenheit ins Herz schließt. Wenige Monate später kehrt er unfreiwillig zurück und muss mitansehen, wie ein deutscher Offizier versucht, Rebekka zu vergewaltigen. Er eilt dem Mädchen zu Hilfe und wird dabei schwer verletzt. Rebekka macht ihm jedoch, sobald er aus der Ohnmacht aufwacht, den ersten Heiratsantrag, denen bald weitere folgen. David reist dennoch bald zurück nach England, wo er sein Studium beginnt und sich als Reporter sein Geld verdient. Rebekka findet ihren Geliebten, und nach langem Überlegen entscheidet sich David, sie zur Frau zu nehmen. Die Hochzeit findet in Schottland statt, die Hochzeitsnacht verbringt das Ehepaar auf Blair Castle, dem Schloss des Grafen Murray. Hier tritt Negromanus wieder auf den Plan, doch David gelingt es, dem Schatten eine Hand abzuschlagen und ihn zu vertreiben. David beschließt im Folgenden, den Kreis der Dämmerung selbst zu jagen; auf Anraten des Grafen beginnt er beim „Schwanz des Drachen“ (mit dem Drachen ist Die Gesellschaft des Schwarzen Drachen gemeint). Mithilfe seines japanischen Freundes aus Kindestagen, Yoshi, gelingt es ihm, ein Mitglied des Kreises aufzuspüren, den Kopf der Gesellschaft Toyama Mitsuru. Der in Japan einflussreiche Mann lebt in einem abgeschiedenen Felsenpalast, wo er von David, Rebekka und einigen Helfern aufgesucht wird. Beim Versuch, Toyama auszuschalten, gerät der Palast aufgrund eines Missgeschickes in Brand. Die Annahme, Toyama sei bei diesem Brand ums Leben gekommen, erweist sich später als falsch.

### Teil II – Der Wahrheitsfinder
Nach seinem Sieg über Toyama reist David mit Rebekka nach Tokio, wo Negromanus ihnen auflauert. Sie fliehen daraufhin nach Paris, wo sich Rebekkas Mutter aufhält, wobei David während eines Angriffs von Negromanus diesen umbringt, und gelangen über Rebekkas Mutter an einen gewissen Professor Leopardi, zu dem sie nach Italien reisen. Leopardi rät David zudem zum Aufbau eines Agentennetzwerkes, über das er sich Informationen beschaffen könne. Angetan von der Idee, beginnt David mit dem Aufbau des Netzes. Dank seiner Gabe als Jahrhundertkind kann er mit der Ehrlichkeits- und Wahrheitsfindung leicht gute und vor allem ehrliche Leute finden und überzeugen, ihm zu helfen. Da er in seinem Unterschlupf bei Professor Leopardi von den Dienern des Kreises aufgespürt wird, flieht er mit Rebekka weiter nach Rom, weil er dort den Kardinal Eugenio Pacelli (später Papst Pius XII.) und Papst Pius XI. treffen will. Dies gelingt ihm unter Einsatz seiner Kräfte und einer guten Portion Glück. Während dieser Zeit lernt er ebenfalls seinen späteren Freund Lorenzo di Marco kennen, einen Mönch, der, wie sich herausstellt, als Sekretär des Papstes arbeitet. Der Papst erlaubt ihm, in den Archiven des Vatikans nach Hinweisen auf den Kreis der Dämmerung zu suchen. Auf diese Weise gelangt er schließlich nach Deutschland, wo er in der Bibliotheca Palatina in Heidelberg ein Buch eines gewissen Jason findet, der vor ungefähr 1900 Jahren selbst Mitglied im Kreis der Dämmerung gewesen ist. Über das Buch findet David heraus, dass er mittels eines Tricks und der Hilfe des Fürstenrings den Fürst selbst herbeirufen kann. Wird der Ring dann im Beisein des Fürsten zerstört, so wird damit der Kreis der Dämmerung zerstört. Um noch weitere Informationen aus dem Buch zu bekommen, fahren David und Rebekka nach Berlin.
Somit gerät David in den Herrschaftsbereich des Nationalsozialismus, dem er – außer einigen Streichen – nichts entgegenzusetzen weiß. Er vermutet an verschiedenen Stellen, wie hinter der Person Kurt von Schleichers, einen Diener Lord Belials, irrt sich jedoch immer, bis er erkennt, dass Franz von Papen der Gesuchte sein muss. Währenddessen wird die Krise im Reich immer schlimmer, die verschiedenen Präsidialkabinette werden der Reihe nach abgesetzt und schließlich gelangt Hitler an die Macht. Die Camdens müssen zuschauen, wie ihre jüdischen Hausmitbewohner zuerst diskriminiert und später verschleppt werden. Da auch Rebekka jüdischer Abstammung ist, versuchen beide zu fliehen, doch die Flucht schlägt fehl. In Hamburg untergetaucht, sucht er nach Wegen, aus Deutschland zu fliehen und gerät  dabei in einen Hinterhalt. Ein Logenbruder Belials, ein Mönch mit Namen Scarelli (in der Realität als Rasputin auftretend), stellt ihn und es kommt zu einem Kampf, bei dem Scarelli zu Tode kommt. In der Zwischenzeit durchsuchen Nazis die Wohnung der Camdens und nehmen Rebekka gefangen. Alle Bemühungen Davids, sie zurückzuholen, scheitern.
Nur David gelingt die Flucht aus Deutschland nach England, wo er sich auf sein Anwesen in Cornwall zurückzieht und trauert. Eine scheinbare Halluzination (er sieht seine Frau Rebekka und sich selbst über die Klippen seines Anwesens wandern) führt dazu, dass David seine Trauer in Taten ummünzt. Er versucht als Agent nach Deutschland zu kommen, um Rebekka zu suchen, wird jedoch nach Bletchley Park versetzt, wo er an der Entschlüsselung der Enigma mitwirken soll. Dort trifft er nebenbei Alan Turing, der auf diesem Gebiet die größten Fortschritte erzielen konnte. Mittels seiner Kontakte schafft es David Mitte 1941, die Code-Tafeln zur Entschlüsselung der Enigma von den Deutschen zu bekommen, sodass die Alliierten einen strategischen Vorteil erlangen. Rebekka bleibt aber verschollen, und David lässt einen leeren Sarg beisetzen.
Daraufhin fliegt er ins Büro des Time-Magazins nach New York und beginnt dort zu arbeiten, bis er in den Pazifik zu General MacArthur fliegen kann, dem Kommandanten der alliierten Streitkräfte im Pazifik. Als diese die Japaner langsam zurückdrängen, geht David auf eigenen Wunsch aufs Festland, um seinen Freund, Tenno Hirohito, darum zu bitten, die Kapitulation zur Vermeidung weiterer Opfer einzureichen, was gelingt. Der Kaiser hat allerdings nicht die nötige Durchsetzungskraft und der Krieg geht weiter. Zudem hat David erfahren, dass Toyama noch lebt, worauf er ihn endgültig beseitigen will. Er findet ihn in Hiroshima und nimmt ihm seinen Ring ab. Gerade noch rechtzeitig kann er fliehen, bevor die Stadt unter atomarem Feuer zerstört wird. Zurück in Tokyo überzeugt er die Japaner schlussendlich, die bedingungslose Kapitulation einzureichen, um wenigstens weitere Atombombenabwürfe zu vermeiden.

### Teil III – Der weiße Wanderer
Zu Beginn des dritten Teils befindet sich David Camden in Indien, wo er mit seinem Freund und ehemaligen Diener Baluswami Bhavabhuti Zeuge der Ermordung Mahatma Gandhis wird. Auf der Suche nach den Drahtziehern des Mordes findet er, wie erhofft, einen weiteren Logenbruder Belials, einen Inder namens Ben Nedal, den er ausschalten kann.
In den Dokumenten Nedals findet David Hinweise auf einen Koreaner und einen russischen Zweig des Kreises und beschließt, zuerst über den Koreaner Nachforschungen in Europa anzustellen. In der Zwischenzeit sucht er in Paris vergeblich nach der Mutter seiner Frau Rebekka, die, wie er erfährt, in einem KZ im Zweiten Weltkrieg ums Leben gekommen ist. Außerdem versucht er mittels eines alten Berliner Freundes, Zvi Aharoni, Informationen über die Qumran-Rollen zu bekommen, da er in diesen Dokumenten Hinweise auf den Kreis der Dämmerung vermutet. Da diese Ermittlungen alle recht langsam vorankommen, bleibt ihm genug Zeit, weiterhin Artikel für das Time-Magazin zu schreiben. Auf diesem Wege lernt er Eleanor Roosevelt kennen, deren Engagement für Menschenrechte ihn tief beeindruckt. In New York besucht ihn ein anderer ehemaliger Freund aus Berlin wieder, der Maler Ruben Rubinstein. Dieser regelt ihm fortan die Finanzen und hilft David aus finanziellen Engpässen. Auf Anfrage erzählt der Maler, dass ihn jemand mit einer Botschaft zu David geschickt hat. Über diese geheimnisvolle Botschaft erfährt David, dass der gesuchte Koreaner An Chung-Gun heißt und er fährt nach Korea. Dort gerät er in die Wirren des Koreakrieges. Jedoch gelingt es ihm, mit der Hilfe eines Schwarzmarkthändlers mit Namen Kaedong zu An Chung-Gun zu gelangen, wo er enttäuscht feststellen muss, dass dieser kein Logenbruder ist, sondern lediglich ein Handlanger des Kreises. Auf dem Rückweg aus Korea gerät ihr Schiff in das amerikanische Flottenmanöver bei der Ankunft der alliierten Truppen. David trifft wieder mit General MacArthur zusammen. Er wird daraufhin in die Pläne eingeweiht und fliegt, um eine Ausweitung des Krieges zu verhindern, als Gesandter zu Präsident Truman nach Washington, den er davon überzeugen kann, von der Benutzung atomarer Waffen Abstand zu nehmen.
Wieder in New York, arbeitet er weiter für das Time-Magazin und trifft in diesem Zusammenhang auf Albert Einstein. Das Gespräch beeindruckt David tief und verhilft ihm zu einer neuen Nutzungsmethode seiner Kräfte: Vereisung durch Verlangsamung von Molekülen. Außerdem wird seine Aufmerksamkeit abermals von Franz von Papen gefangen genommen und er beschließt, ihm den Siegelring abzunehmen, was ihm vorerst nicht gelingt. Auf der Suche nach dem Logenbruder hört David bei Simon Wiesenthal den Namen eines gewissen Adolf Eichmann. Im Zuge weiterer Ermittlungen unter den Nazis und Nazifreunden in Süd- und Mittelamerika (er hat gehört, dass dort ein weiterer Logenbruder residiert) gelangt David schließlich an den Namen eines weiteren Logenbruders: Justo Rufino Barrios Auyón. Es gelingt ihm unter erneutem Einsatz all seiner Fähigkeiten, diesen Logenbruder auszuschalten.
Eine weitere Botschaft seines geheimen Freundes lässt ihn nach Rom fahren, wo er nach Franz von Papen sucht und über Umwege seinen Freund Lorenzo di Marco wiederfindet. Dieser hat in der Zwischenzeit einiges über den Kreis der Dämmerung herausgefunden und so finden die beiden Männer heraus, mit welchem Ritual sich Lord Belial rufen lässt. Außerdem versuchen sie, den Fürstenring durch Feuer zu zerstören, da dies scheinbar die einzige Kraft ist, die dem Ring etwas anhaben kann, was jedoch nicht funktioniert.

### Teil IV – Der unsichtbare Freund
Der letzte Teil der Handlung knüpft nahtlos an den vorhergehenden an. David befindet sich mit seinem wiedergefundenen Freund Lorenzo in Italien. Dort gelingt es ihm schließlich, Franz von Papen aufzuspüren. David muss erkennen, dass dieser kein Logenbruder Belials mehr ist. Stattdessen scheint der Ring an Eichmann übergegangen zu sein, der sich in Argentinien versteckt hält. Mit Hilfe seines Freundes Zvi Aharoni und des israelischen Geheimdienstes Mossad bringt David Eichmann zur Strecke und nimmt ihm den Ring ab. Bei seiner Rückkehr nach New York wird die Welt bereits von der Kuba-Krise erschüttert. David ahnt, dass dieser Konflikt sich zu einem Krieg der Machtblöcke auswachsen könnte und schafft es, nicht zuletzt durch direkte Einflussnahme auf Kennedy, eine weitere Zuspitzung im Konflikt abzuwenden. Gleichzeitig beschließt er, die Jagd auf das amerikanische Mitglied des Kreises, Lucius Kelippoth, wieder aufzunehmen, da er einige Spuren gefunden hat. Ihn erreicht jedoch eine weitere „Ass-Nachricht“ seines Freundes, die ihn zum Tal des schlafenden Zauberers schickt.
Bei genauerer Recherche auf dem Klosterberg Athos kommt er mit einer jungen Frau, Kim Tong, zusammen, die sich als Tochter des russischen Logenbruders Golizyn (in der Realität wohl aus dem Geschlecht der Galitzin stammend) entpuppt, den David ohnehin im Anschluss an seine Suche hatte aufsuchen wollen. Da ihm auf dem Klosterberg ein Lakai des Kreises zuvorgekommen ist, beschließt er also mit Kim nach Russland zu fahren.
Es gelingt ihm schließlich, Golyzin ausfindig zu machen. Bei dem Versuch, ihm den Siegelring abzunehmen, fällt dieser ins Feuer und löst sich auf – Golizyn altert daraufhin plötzlich und stirbt einige Sekunden später an Altersschwäche. Da David und Golizyn einander, abgesehen von einigen Details, äußerst ähnlich sehen, verlassen David und Kim als Golizyn und Mätresse getarnt mit dessen Hubschrauber Russland. In der Zwischenzeit hat Lorenzo in New York die Lage des Tals des schlafenden Zauberers in der Türkei ungefähr ausfindig gemacht. Kim und David machen sich auf den Weg dorthin, wo, wie sie von Golizyn erfahren haben, ein Treffen des Bundes stattfinden soll.
Die beiden verstecken sich, nachdem sie den Ort des Treffens ausfindig gemacht haben, und beobachten das Szenario. David versucht, als Golizyn getarnt, daran teilzunehmen und trifft so tatsächlich auf einige andere Logenbrüder: Einen Scheich mit Namen Abufari, einen Schwarzen mit Namen Kamboto und einen Weißen mit Namen Bartolomé. Bevor die noch fehlenden beiden Logenbrüder erscheinen, fliegt das Versteck von Kim Tong auf, und, kurze Zeit später, die Tarnung von David. Den beiden gelingt es dennoch, zu fliehen, während die drei Logenbrüder zu Tode kommen. Somit bleiben nur noch zwei lebendige Logenbrüder und der Fürst selbst.
Die darauffolgenden Jahre verbringt David mit der Recherche mittels seiner vor der Russlandfahrt gegründeten Nachrichtenorganisation Truth. Finanziell war diese durch die Wiederentdeckung seiner alten Aktien möglich geworden, die, so hatte David gedacht, während der Weltwirtschaftskrise wertlos geworden waren. Dennoch führt die breit gefächerte Suche nach den verbleibenden beiden Mitgliedern des Kreises zu keinem Ergebnis, allerdings scheint sich die internationale Politik langsam zu beruhigen, nicht zuletzt durch den Fall des eisernen Vorhangs. David führt dies auf die empfindliche Schwächung des Kreises der Dämmerung zurück.
Im Zuge der Untersuchungen über die Saringasanschläge von Matsumoto und Tokyo 1994 und 1995 gelangt David wieder in sein Geburtsland Japan, wo er plötzlich auf eine Frau mit Namen Mia Rosenbaum trifft, die sich als seine Urenkelin entpuppt. Diese erzählt ihrem Großvater, dass Rebekka noch lebt, aber nur mehr sehr schwach sei, woraufhin David seine Recherchen abbricht und mit Mia zu Rebekka nach Deutschland fliegt. Das Wiedersehen ist nur von kurzer Dauer, einige Monate später stirbt Rebekka in den Armen ihres Mannes, und Mia, deren Eltern beim Anschlag von Lockerbie ums Leben gekommen sind, begleitet David nach New York.
Kurze Zeit später erfährt David aus der Zeitung, dass seine Lebensgeschichte durch einen Hacker aus Australien rekonstruiert werden konnte. Er begibt sich in Begleitung von Mia unverzüglich zu diesem Mann nach Australien. Der Informatiker und Schaffarmbesitzer Davy Pearson entpuppt sich, nachdem David ihn überzeugt hat, für ihn zu arbeiten, als wichtiges Mittel auf der Suche nach Lucius Kelippott. Mit seiner Hilfe und der Hilfe einer weiteren Nachricht seines unsichtbaren Freundes findet David heraus, dass eine Scheinfirma von Kelippoth ein Gift mit Namen Racheengel entwickelt hat, dass bei Aussetzung mit einer bestimmten Menge von Radioaktivität aktiviert wird und seine tödliche Wirkung entfaltet. Im Jahr 1999 trifft David schließlich auf Lucius Kelippoth, der ihm eröffnet, dass die Menschheit bereits von diesem Gas infiziert worden ist und der Abwurf einiger Atombomben von Concordes in der Atmosphäre zum neuen Jahr 2000 dieses die Menschheit zerstören werde. David gelingt es, nachdem er Kelippoth beseitigt hat, den Start und Abwurf der Atombomben abzuwenden, lässt aber eine einzige Concorde mit einer Atombombe starten, weil er herausgefunden hat, dass atomares Feuer die einzige Zerstörungsmöglichkeit für den Fürstenring und damit für Belial ist. David ruft also, kurz bevor die Bombe im Flugzeug explodiert, den Fürsten: Die Atombombe zerreißt in seinem Beisein den Ring (und David, respektive Belial).
Im Epilog der Geschichte reisen Davy und Mia, inzwischen verheiratet, ins Anwesen der Camdens nach Cornwall. Dort treffen sie überraschenderweise auf die Eltern von Mia, die entgegen der Annahme nicht beim Anschlag von Lockerbie ums Leben gekommen waren, sondern von David gerettet worden waren. So stellt sich heraus, dass dieser bei der Explosion der Atombombe eine Zeitreise unternommen hat, indem er das von der Bombe ausstrahlende Licht verlangsamte und somit mit Überlichtgeschwindigkeit flog, weshalb er für einige Zeit zweimal existierte. Er war es auch, der die geheimen Nachrichten an den zweiten David schickte und somit dazu beigetragen hat, dass Lord Belial vernichtet werden konnte.

## Charaktere

### David und seine Fähigkeiten, Namen und Verbündeten
Unter den zahlreichen Verbündeten und Freunden, die David im Laufe seines Lebens findet, seien hier nur einige der wichtigsten aufgezählt.

#### David Camden
David Viscount of Camden (nach seines Vaters Tod Earl of Camden) ist, wie schon die Hebamme der Camdens aufgrund seines ungewöhnlichen Geburtstages und seiner weißen Haare (die schon bei Geburt diese Farbe haben) vermutet, ein Jahrhundertkind. Seinen Namen bekommen diese Personen von der Lebensspanne, die genau 100 Jahre beträgt, also ein ganzes Jahrhundert. Der Legende nach senden die Kräfte des Guten bei Bedarf ein solches Kind zur Wiederherstellung der Weltordnung und statten es mit einigen besonderen Fähigkeiten aus, um den Kampf gegen das Böse aufnehmen zu können. David besitzt insgesamt vier wertvolle Fähigkeiten, die er auf verschiedene Weise einsetzen kann:
- Sekundenprophet: David sieht Ereignisse um wenige Sekunden voraus. Somit kann er seinen Gegnern immer einen Schritt voraus sein. Nur, wenn er in Gedanken versunken ist, passiert es, dass die Sekundenprophetie aussetzt.

- Farbgeber: David kann Gegenständen eine neu Farbe geben. Mit Hilfe dieser Fähigkeit schafft er es, den Schatten Belials Negromanus zu töten, indem er dessen Blut schwarz färbt und somit verschwinden lässt.

- Verzögerer: David kann die Zeit für bestimmte Objekte verzerren. Somit ist er in der Lage, beispielsweise Uhrenzeiger, seinen Herzschlag oder Projektile zu verlangsamen. Des Weiteren kann er auch einzelne Moleküle verlangsamen, sodass er die Temperatur von Gegenständen beeinflussen kann.

- Wahrheitsfinder: David kann Personen helfen, die zuvor verdrängte Wahrheit zu erkennen.

Sehr oft benutzt er seine Fähigkeiten des Farbgebens und der Wahrheitsfindung kombiniert: die bedingte Farbgebung. Damit wird etwas nur dann verfärbt, wenn die gestellte Bedingung erfüllt ist.

#### Rebekka Rosenbaum
Rebekka ist Davids Ehefrau. Sie stammt aus einer jüdischen Familie in Nordfrankreich. Aufgewachsen bei ihrer Mutter, die als Ärztin in einer Krankenstation nahe Paris (später in Paris selbst) arbeitet, trifft sie während des Ersten Weltkrieges auf David und verliebt sich in ihn. David möchte sie nicht der Gefahr, die sein Schicksal mit sich bringt, aussetzen, nimmt sie aber schließlich doch zur Frau. Ihr Kinderwunsch bleibt lange Zeit unerfüllt; ihr erstes Kind wird noch während der Schwangerschaft von Negromanus getötet, das zweite erst geboren, nachdem sie von David im Zweiten Weltkrieg getrennt wird. David findet sie erst in den 1990er Jahren wieder, als er während seiner Recherchen zum Saringasanschlag auf die U-Bahn in Tokyo in Japan auf seine Enkelin Mia Rosenbaum trifft. Das Treffen erweist sich im Nachhinein als fingiertes Ablenkungsmanöver durch den Kreis der Dämmerung. Rebekka stirbt wenige Monate später in hohem Alter.

#### Ruben Rubinstein
Ruben Rubinstein ist ein deutscher Maler jüdischer Abstammung, den David während seiner Berliner Zeit kennenlernt (zweites Buch). Er verliert ihn aber wieder aus den Augen, als in Deutschland der Nationalsozialismus ausbricht. Im dritten Teil taucht Ruben Rubinstein, geschickt vom „unsichtbaren Freund“ Davids, plötzlich in Davids Lagerhalle in New York auf und übernimmt die Rolle als Davids Buchhalter. Nebenher hat er allerdings auch als Maler wieder Erfolg.

#### Lorenzo di Marco
David lernt Lorenzo ebenfalls im zweiten Teil der Geschichte kennen, als er im Vatikan nach Hinweisen auf den Kreis der Dämmerung sucht. Lorenzo, ein Mönch, ist zu dieser Zeit ein Vertrauter des Papstes. Im dritten Teil taucht er wieder auf, als David erneut in Rom nach Hinweisen sucht. Inzwischen hat sich Lorenzo allerdings von der Institution des Heiligen Stuhls weitgehend distanziert, da er dessen Verhalten während des Zweiten Weltkrieges nicht gutheißt. Als die Handlanger des Kreises den beiden in Rom auf die Spur kommen, bringt David Lorenzo nach New York, wo er fortan als einer der engsten Vertrauten Davids arbeitet.

#### Davy Pearson
Davy ist ein australischer Farmer und Informatiker, dem es gelingt, Davids Lebensgeschichte zu rekonstruieren, ohne David gekannt zu haben. Erschrocken darüber, dass seine Tarnung aufzufliegen droht, trifft ihn David daraufhin in Australien, in Begleitung seiner Enkelin Mia. In der Folge kommt Davy mit nach New York, wo seine Hackerfähigkeiten wertvolle Dienste bei der Entschlüsselung des letzten Planes des Kreises leisten. In den letzten Monaten vor Ablauf des 20. Jahrhunderts zeichnet er zudem die Lebensgeschichte Davids auf und ehelicht dessen Enkelin Mia Rosenbaum.

#### Hirohito
David lernt Hirohito, den Thronfolger und späteren Kaiser von Japan, während seiner Kindheit kennen. Die beiden verbindet eine enge Freundschaft, wenngleich David immer wieder die politische Naivität Hirohitos rügt und ihn dazu aufruft selbst zu handeln, anstatt sich in biologische Studien zu vertiefen. Dies geschieht zum Beispiel, als David gegen Ende des zweiten Teils Hirohito dazu überredet, seinen Prinzipien Taten folgen zu lassen und die bedingungslose Kapitulation Japans im Zweiten Weltkrieg durchzusetzen.

### Der Kreis der Dämmerung
Dieser aus zwölf Verschwörern bestehende Kreis will die Menschheit bis zum Jahre 2000 vernichten, um danach ein neues, reines Menschengeschlecht aufzubauen. Jedes der Mitglieder ist eine Person mit großen finanziellen Möglichkeiten und bekommt von Belial einen Siegelring. Die Träger dieser Siegelringe vereinen ihre Lebenskraft, sodass jedem von ihnen theoretisch die zwölffache Lebensspanne zusteht, wenn alle Ringe erhalten bleiben. In diesem Zuge treten die Mitglieder des Kreises oft in anderen Namen oder Rollen auf.

#### Lord Belial
Er ist der Anführer und Mächtigste der Verschwörer. Seine Lebenskraft ist an den Siegelring gebunden. Trägt er ihn nicht, löst sich sein Schatten und wandelt in Form des Negromanus herum. Einige Anmerkungen zum Ende des vierten Teils lassen ihn als eine vom Autor gewollte Metapher für den Teufel persönlich oder dessen Diener erscheinen. Sicher ist, dass er kein Mensch ist, sondern ein unsterbliches Wesen, das kein Blut führt, sofern es sich nicht von seinem Schatten getrennt hat.

#### Negromanus
Negromanus ist der Schatten Lord Belials, der mit seiner schwarzen Hand Menschen ermordet. Dabei werden die Leichen immer mit einem stark verkrümmten Rücken aufgefunden. David gelingt es, den Schatten zu Beginn des 2. Teils zu zerstören, indem er das Blut des Schatten schwarz färbt und ihn somit verschwinden lässt. Für seine Tat muss David einen hohen Preis bezahlen: Negromanus ermordet das ungeborene Kind Davids und Rebekkas.
Negromanus (lat.: negro = schwarz, manus = Hand) symbolisiert gleichzeitig den Charakter des Schwarzen Mannes, der in der Psychologie bei vielen Kindern als Angstfigur auftaucht.

#### Mitglieder des Kreises
Die Mitglieder des Kreises der Dämmerung treten im Verlauf der Handlung unter verschiedenen Pseudonymen auf. Hinter vielen dieser Pseudonyme befinden sich tatsächliche historische Personen. Zudem sind die Mitglieder über den gesamten Erdball verteilt, sodass sie an verschiedenen Fronten Unheil anrichten können. Die Arbeitsweise des Kreises ist es, so lange wie möglich im Hintergrund zu bleiben und die tatsächliche Macht über Strohmänner auszuüben, sodass es David sehr schwer hat, die Mitglieder des Kreises zu identifizieren.
Von den elf Mitgliedern des Kreises (mit Belial sind es somit zwölf) treten sieben als handelnde Figuren auf: Mitsuru Toyama, Franz von Papen (später durch Adolf Eichmann ersetzt), Ben Nedal (ein in Indien lebendes Mitglied, das unter anderem die Ermordung Gandhis organisiert), Justo Rufino Barrios Auyón (unter dem Deckmantel Manuel Barrios agierend), Scarelli (unter dem Decknamen von Grigori Jefimowitsch Rasputin auftretend), der Russe Golizyn und Lucius Kellipoth (der mal als Verleger auftritt, mal als Kopf des Ku-Klux-Klan und später als Inhaber einer Firma mit Namen Phosphorus). Weitere drei Mitglieder (ein Schwarzer mit Namen Kamboto, ein Scheich mit Namen Abufari und ein weiteres Mitglied mit Namen Batolomé) werden von David bei einem Treffen des Kreises in Anatolien während des vierten Bandes getötet. Das letzte Mitglied bleibt unerwähnt, es gibt allerdings Anzeichen dafür, dass der Ring nach dem Ausscheiden eines brasilianischen Grafen mit Namen Zapata schon vor der Bekanntgabe des Jahrhundertplans nicht mehr besetzt wurde.

## Genre
Isau selbst bezeichnet sein Werk als ein Phantagon, einen Roman, dessen Genrezugehörigkeit für jeden Einzelnen anders zu bewerten ist. Besonders zwei Genretypen lassen sich im Buch finden.
Klar erkennbar ist der phantastische Anteil der Tetralogie, der sich nicht nur in den phantastischen Fähigkeiten der Hauptfigur und seines Widersachers Belials äußern, sondern auch in grundlegender Motivik zu finden sind. So ist das Buch die Beschreibung des Kampfes „Gut gegen Böse“.
Auf der anderen Seite hat das Buch einen gut recherchierten historisch-zeitgenössischen Anteil. Alle der im Hintergrund stattfindenden Ereignisse wie beispielsweise der Anschlag von Lockerbie oder das Attentat An Chung-guns auf den japanischen Premierminister Itō Hirobumi haben tatsächlich in dieser Form stattgefunden. Auch die Ereignisse, in denen die Hauptfiguren verstrickt sind, haben sich in ähnlicher Weise in der Realität zugetragen. Des Weiteren sind auch die meisten im Buch vorkommenden Personen nicht fiktiv, auch die Mitglieder des Kreises der Dämmerung oder ihre Pseudonyme waren reale Personen, die in ihren tatsächlichen Beschäftigungsfeldern arbeiten (so gab es zu Beginn des 20. Jahrhunderts beispielsweise einen Mitsuru Toyama, der mit der „Gesellschaft des Schwarzen Drachen“ in Japan in Verbindung steht, jedoch – im Gegensatz zum Buch – kein Mitglied dieser Vereinigung ist).

## Übersetzungen
Derzeit sind mehrere Übersetzungen von Der Kreis der Dämmerung in Arbeit, das Buch soll in folgenden Sprachen erscheinen: Hebräisch, Japanisch, Koreanisch, Russisch, Spanisch, Ungarisch.